# История Гатчины

Герб Гатчины

Гатчина — крупнейший город Ленинградской области, имеет богатую историю.

## До 1765 года

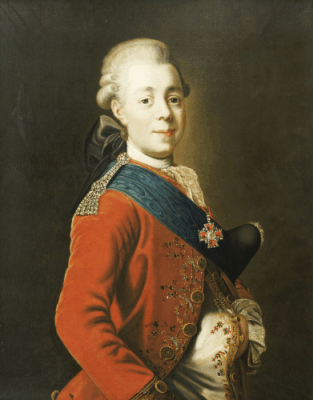
Император Павел I — основатель р. Гатчины

Самые ранние археологические находки (захоронения ижорцев) на территории Гатчины датируются XIII веком, но первое документальное свидетельство о существовании поселения появляется в 1499 году как упоминание в Новгородской писцовой книге «села Хотчино над озерком Хотчиным», входившего тогда в Богородицкий Дягиленский погост Копорского уезда Водской пятины.
В течение нескольких веков Ижорские земли, на которых находилось село Хотчино, было предметом территориальных споров между Россией и Швецией. В 1617 году был подписан Столбовский мирный договор, по которому эта территория передавалась Швеции. С 1624 года Хотчино входило в состав Скворицкой мызы и принадлежало известному шведскому дворянскому роду Оксеншерна. В 1702—1703 годах, в ходе Северной войны, Ижорские земли вновь перешли к России. Здесь была основана новая столица страны — Санкт-Петербург, что оказало значительное влияние на развитие прилегающей территории.
В промежутке между 1712 и 1714 годами (исторические документы называют разные даты) Гатчинская мыза с приписанными к ней 23 деревнями стала собственностью сестры Петра I Натальи Алексеевны, тогда началось её благоустройство. После смерти царевны в 1716 году мыза была приписана в придворному госпиталю, а её владельцем становится лейб-медик Петра I, глава аптекарского приказа Роберт Арескин. В 1717 году мызу отдали президенту медицинской канцелярии и аптеки И. Л. Блументросту, который пользовался ею до 1732 года. Как сообщал владелец в одной из своих челобитных на имя императрицы Анны Иоанновны, именно он восстановил разрушенное во время Северной войны хозяйство своего владения: расчищал и размножал заводи и пашни, за свой счёт восстанавливал и строил новые хозяйственные сооружения и т. п.

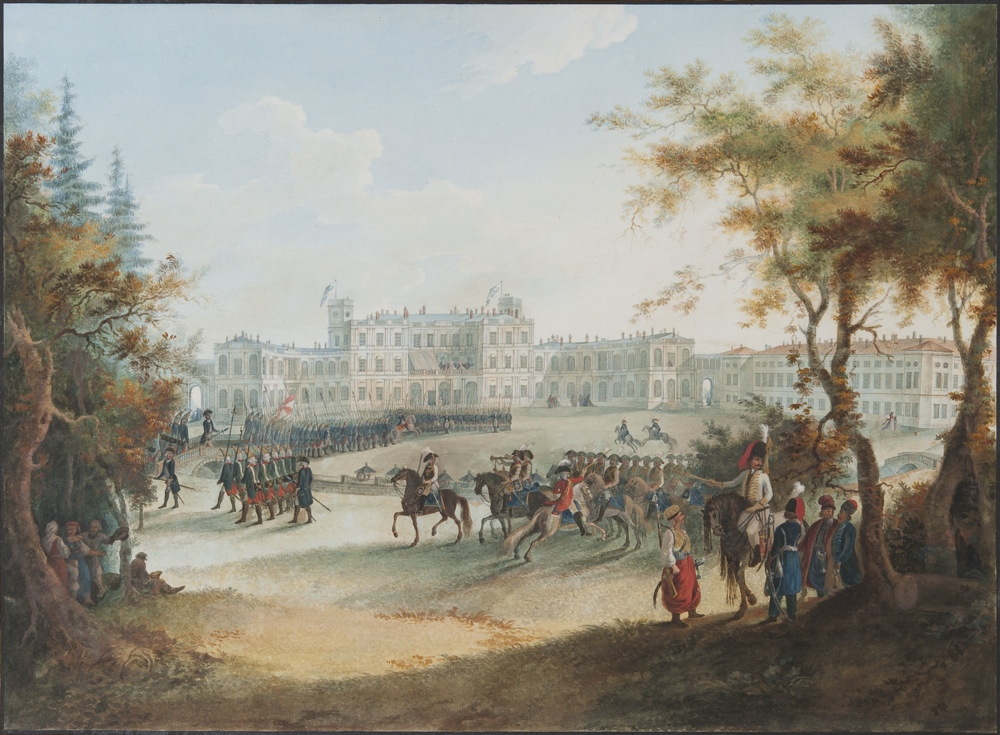
Большой Гатчинский дворец. Акварель XVIII в.

В 1734 году императрица Анна Иоанновна пожаловала Гатчинскую мызу с приписанными к ней деревнями обер-шталмейстеру князю А. Б. Куракину в личное потомственное владение. В 1765 году это владение было куплено в казну Екатериной II.

## Создание дворцово-паркового ансамбля и города
В 1765 году Екатерина II подарила это обширное имение Григорию Григорьевичу Орлову в благодарность за участие в дворцовом перевороте 1762 года. Летом 1766 года началось строительство дворца в Гатчине по проекту архитектора Антонио Ринальди, создание первого в истории русского паркостроения пейзажного парка и благоустройство охотничьих угодий. Во время строительства дворца владелец Гатчины жил на старой мызе в деревянных покоях прежних владельцев. В 1766 году он построил новый деревянный дом, в котором принимал впоследствии всех своих гостей, включая императрицу Екатерину II. В своей усадьбе Орлов предавался своему любимому увлечению псовой и соколиной охоте в богатых дичью окрестных лесах, а также принимал своих гостей: императрицу со свитой, своих друзей и сослуживцев.
После рождения в семье наследника престола Павла третьего ребёнка и первой дочери, названной Александрой, и именно в связи с рождением внучки, Екатерина подарила сыну Гатчину, выкупленную у наследников недавно умершего графа Орлова, своего фаворита.

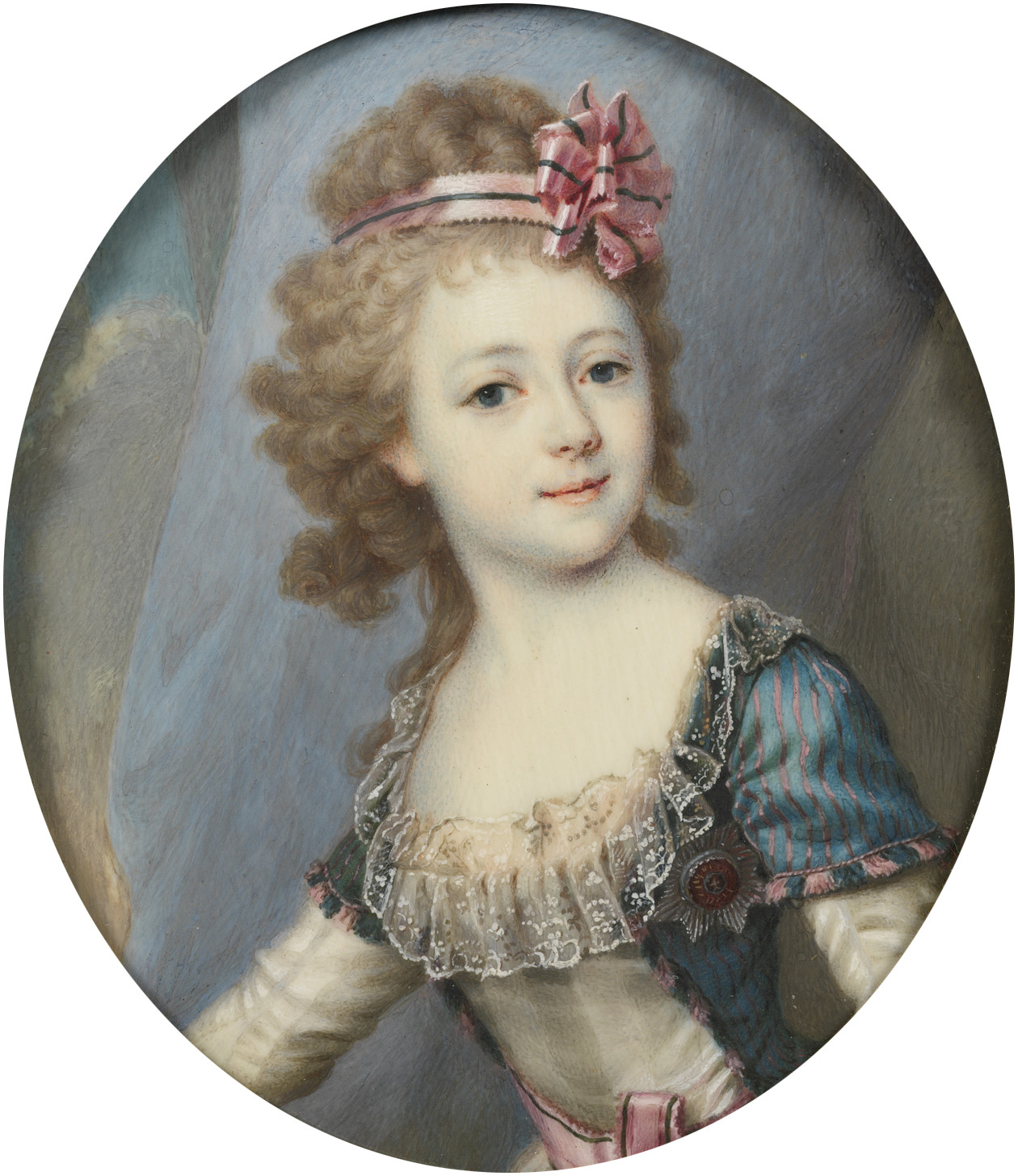
Александра Павловна в детстве

В 1780-х годах здесь работал архитектор Малого двора Ф. Виолье, а в следующем десятилетии ведущая роль перешла к Винченцо Бренна. По его проектам здесь были созданы многие парковые постройки, а в 1795 году начинается реконструкция дворца. С пребыванием Павла в Гатчине связано появление гатчинских войск.

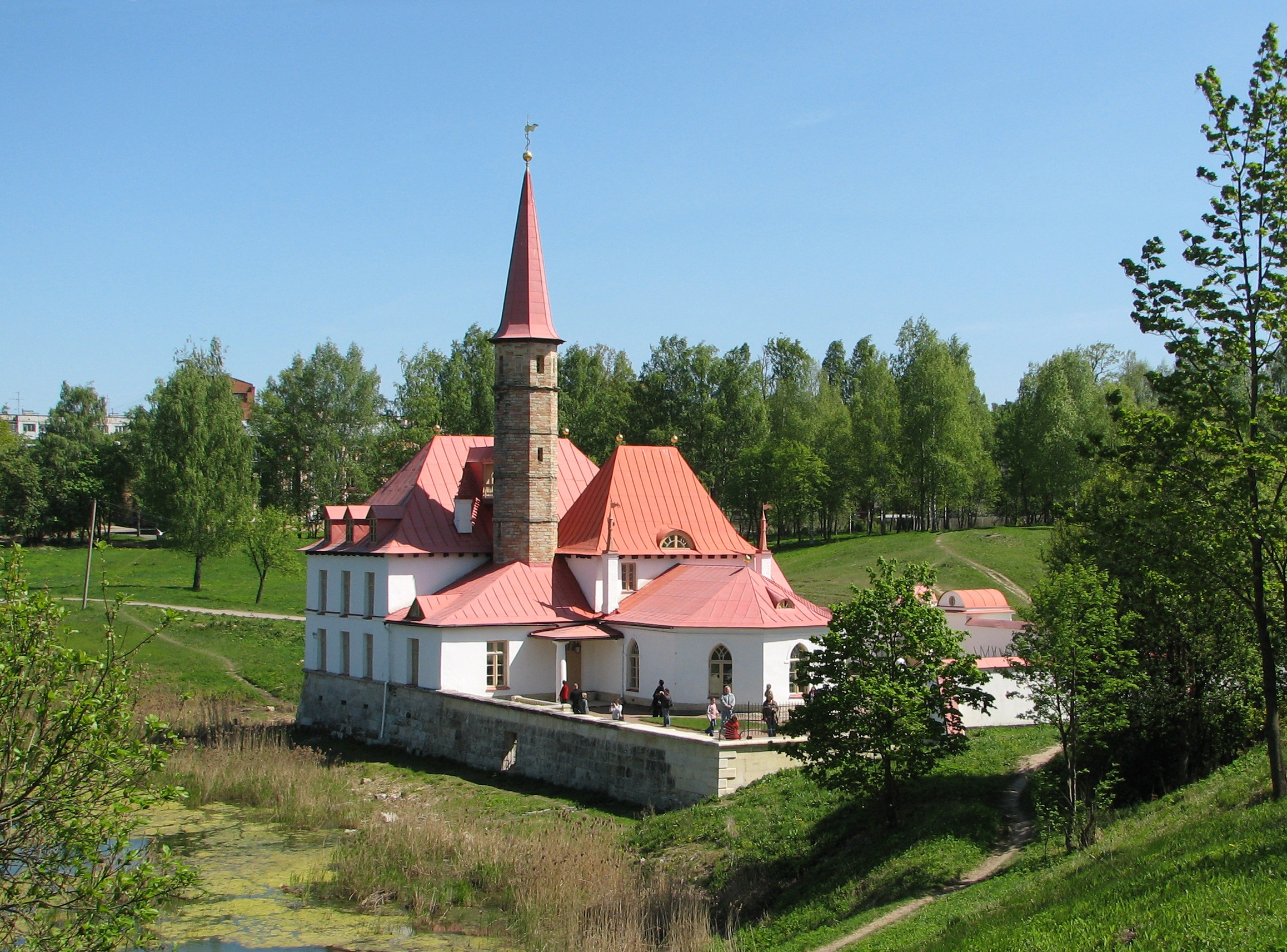
Приоратский дворец

6 ноября 1796 года Павел I стал российским императором, а 11 ноября он издал указ, гласивший: «Собственную нашу мызу Гатчину переименовать городом повелеваем». Город тогда состоял из нескольких отдельных частей: Ингербург, Большой проспект, Бомбардирская улица (слобода), Малогатчинская улица. В 1797 году в городе насчитывалось 237 домов обывателей. В 1798 году главные улицы города были вымощены булыжником и имели стоки для воды, было поставлено 600 фонарей. В 1790-е годы в Гатчине существовали небольшие суконная и шляпная фабрики, фарфоровый завод.
В 1797—1799 годах по проекту архитектора Николая Александровича Львова был построен Приоратский дворец, ставший одним из символов Гатчины. 13 декабря 1800 года Павел I утвердил герб Гатчины.

## Гатчина в XIX веке
После убийства Павла I в 1801 году Гатчина перешла во владение его вдовы императрицы Марии Фёдоровны. Для нужд её благотворительной деятельности в городе началось большое строительство. Были открыты богадельня, дом для слепых, Сельский воспитательный дом.
В 1828 году владельцем Гатчины стал император Николай I. В 1838 году от Гатчины до Царского Села началось движение дилижансов. Составители описания Санкт-Петербургской губернии по уездам и станам от того же года, характеризовали Гатчину так:

Город Гатчина не имеющий уезда. При нём. а) Церкви каменные две из коих одна во имя Воскресения Христова, а другая во имя Св. Апостолов Петра и Павла. б) Богадельня. в) Гошпиталь. г) Воспитательный дом. 

Число жителей по ревизии: Мужеска пола — 1880, Женска пола — 1150.

В 1844 году по проекту архитектора Кузьмина была проведена перестройка Дворца, а в 1852 году построен Собор Святого апостола Павла. 1 ноября 1853 года было открыто движение по Варшавской железной дороге от Санкт-Петербурга до Гатчины, а 12 декабря 1872 года начала работу Балтийская линия железной дороги.
В 1855—1881 годах Гатчина принадлежала императору Александру II. В 1855 году в Гатчине был устроен воздушный телеграф, в 1860 году была утверждена планировка города между Бульварной улицей и линией железной дороги, в 1876 году открыта первая частная типография, а в 1877 году начало действовать общество вольной пожарной команды.

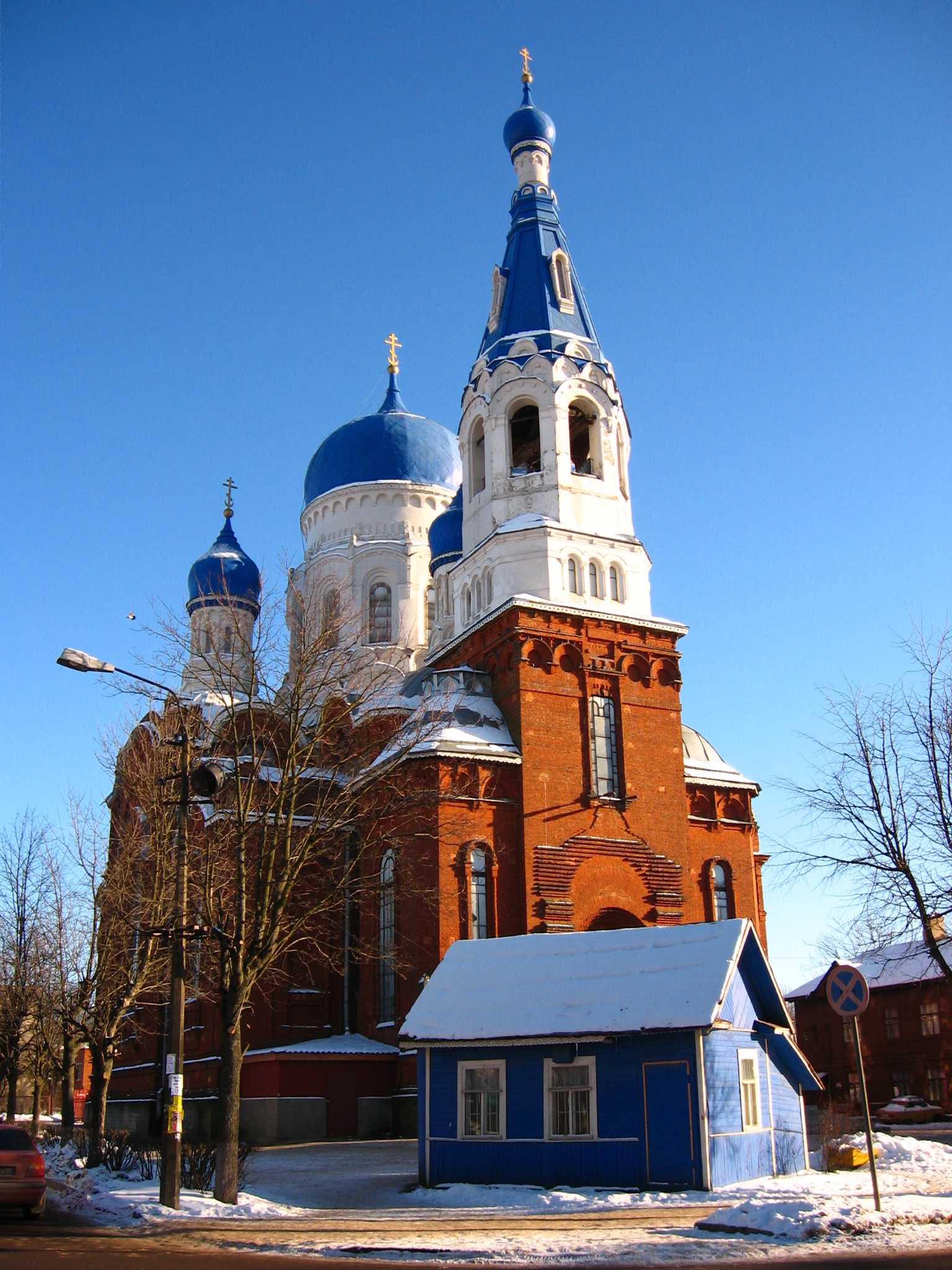
Покровский собор

В 1881—1894 годах Гатчина принадлежала императору Александру III. В начале своего правления он жил в Гатчине почти безвыездно, за что его стали называть «гатчинским затворником». При нём во Дворце был проведён необходимый ремонт и благоустройство, приведены в порядок парковые павильоны. В 1881 году в городе началась прокладка канализации, в 1890 году начал действовать городской водопровод. В 1886 году заработал телефон. В 1881 году на Серебряном озере изобретатель Степан Карлович Джевецкий продемонстрировал свою подводную лодку. В 1890 году в Гатчине проходили испытания винтовок Мосина.
В 1899 году в Гатчине была пущена в эксплуатацию опытная монорельсовая дорога длиной в 100 саж (213 м) по проекту инженера И. В. Романова. В том же году усилиями Алексея Кирилловича Янсона в Гатчине была открыта Народная библиотека Попечительства о народной трезвости (ныне её преемницей является Центральная городская библиотека им. А. И. Куприна).
На Всемирной выставке в Париже в 1900 году Гатчина была признана самым благоустроенным из малых городов России.

## Гатчина, Троцк и Красногвардейск в начале XX века
В феврале 1906 года вышла в свет первая городская газета «Гатчинский листок», в 1908 году начал работать кинематограф. В 1910 году в Гатчине был сооружён военный аэродром, начала работу первая в России воздухоплавательная школа, полёты в Гатчине совершали Пётр Николаевич Нестеров, Лидия Виссарионовна Зверева и другие известные лётчики. В 1914 году по проекту архитектора Леонида Михайловича Харламова был построен Собор Покрова Пресвятой Богородицы. 15 сентября 1916 года состоялось открытие железнодорожной платформы Татьянино.
1 марта 1917 года под руководством Н. Я. Кузьмина было поднято восстание в Западном авиационном батальоне, в результате которого было упразднено дворцовое управление, а его сменил Гатчинский районный комитет Петроградского совета. Одновременно с ним возник Временный комитет граждан города Гатчина. 24 октября 1917 года Военно-революционный комитет взял власть в Гатчине в свои руки. Во время революционных событий в Гатчине скрывался Александр Фёдорович Керенский. 19 мая 1918 года Дворец и парк были открыты для обозрения. Во время Гражданской войны Гатчина была местом боёв между войсками генерала Юденича и Красной армией.
4 ноября 1922 года в честь пятилетия Октябрьской революции были переименованы многие улицы города. А в 1923 году и сам город был переименован в Троцк в честь советского политического деятеля Л. Д. Троцкого, деятельность которого начиналась в Гатчине. Тогда же город стал административным центром Троцкого уезда, а в сентябре 1927 года — Троцкого района. 2 августа 1929 года Л. Д. Троцкий был выслан за пределы СССР, и город был переименован в Красногвардейск.
Красногвардейск (фин. Hatsina) являлся также административным центром Колпанского финского национального сельсовета. Сельсовет был создан в 1926 году, его население составляли: ингерманландские финны — 2973, русские — 643, другие национальные меньшинства — 301 человек. По данным 1933 года в его состав входили 20 населённых пунктов: деревни Большое Колпано, Малое Колпано, Большая Загвоздка, Малая Загвоздка, Большое Замостье, Малое Замостье, Каргози, Большие Парицы, Малые Парицы, Немецкая Колония, Педлино, Сализи, Ряккелево, Химози, Большое Корпиково, Малое Корпиково, Новое Корпиково, а также посёлки Ильича, Речной Первый и Солодухино, с населением 3679 человек. Официальным административным языком был финский, официальным названием города — Hatsina. Национальный сельсовет был ликвидирован весной 1939 года.
В 1930-х годах был построен Дом культуры. В 1937 году началось движение электропоездов от Красногвардейска до Ленинграда по Балтийской линии. В октябре 1938 года город был преобразован в самостоятельную административно-хозяйственную единицу с непосредственным подчинением его городского Совета Ленинградскому областному Совету. В конце 1930-х годов в Красногвардейске началось регулярное автобусное движение.

## Красногвардейск в годы Великой Отечественной войны
В годы Великой Отечественной войны Красногвардейск был оккупирован. Немецкие танки вошли в город 13 сентября 1941 года после длительных боёв. В 1942 году оккупационные власти переименовали город в Линдеманнштадт (нем. Lindemannstadt) в честь главнокомандующего 18 армией Георга Линдемана. На территории города в эти годы действовал концлагерь «Дулаг-154». Красногвардейск был освобождён советскими войсками 26 января 1944 года, эту победу Москва отметила артиллерийским салютом. Тогда же городу было возвращено историческое название — Гатчина.
Город и дворцовый комплекс понесли значительный урон: было разрушено две трети жилого фонда, дворцовые постройки, вырублено много деревьев в парках.

## Гатчина в послевоенный и постсоветский периоды

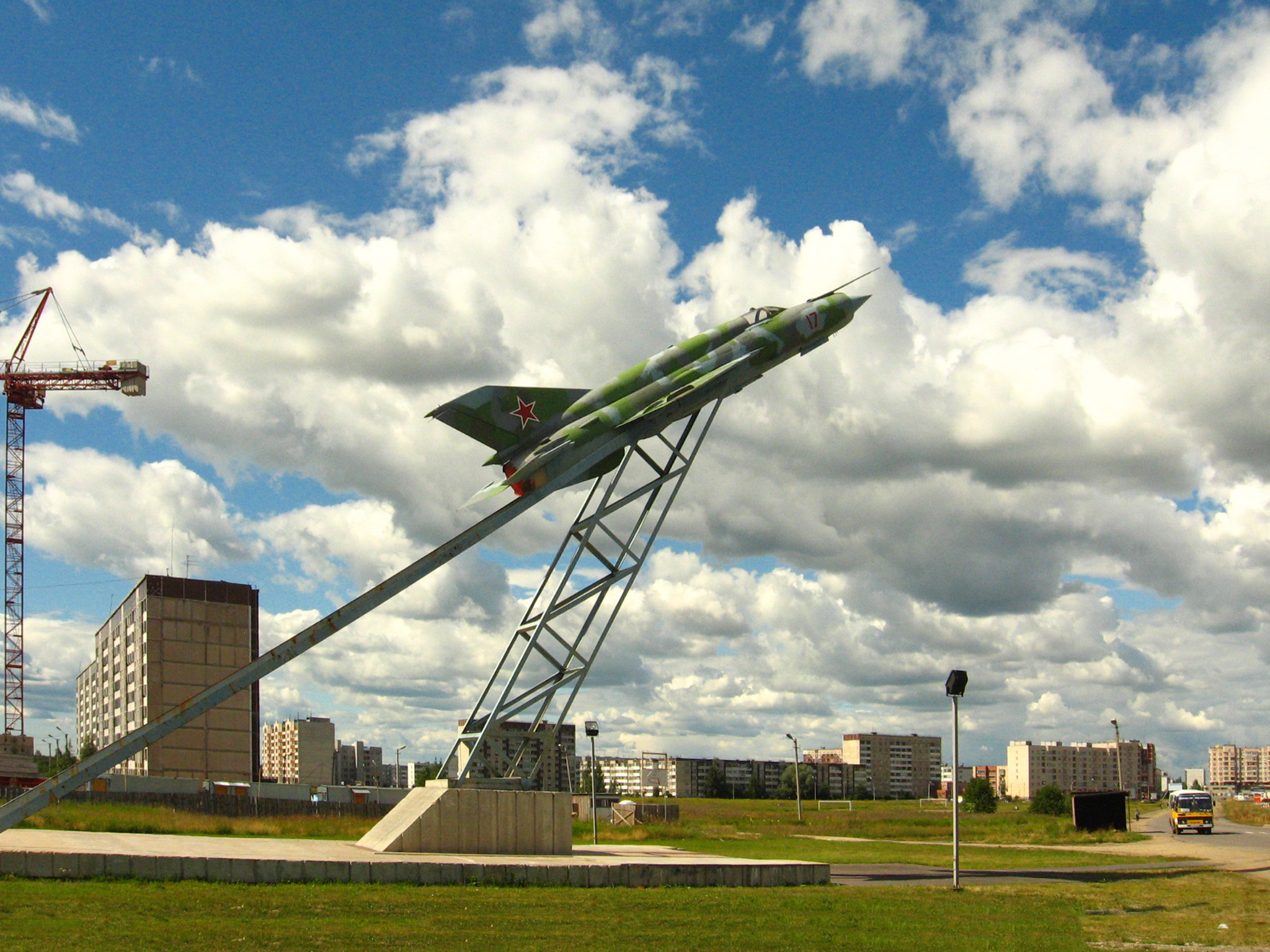
Микрорайон Аэродром

В послевоенный период город был восстановлен. В 1949 году в Гатчине появились первые легковые такси. В 1956 году в Гатчине был создан филиал Ленинградского физико-технического института, а в 1971 году он преобразован в Ленинградский институт ядерной физики. В 1960-х годах для сотрудников института начинается застройка микрорайона Хохлово поле.
В двух промышленных зонах появились новые предприятия. В Гатчине разместились опытные производства таких известных оборонных предприятий, как НПО «Ленинец», НПО «Азимут», ЦНИИ «Прометей», НПО «Меридиан» (Опытный завод «Красный изобретатель», сокращённо «Кризо»), Электромеханический завод «Буревестник». 1 февраля 1963 года городской Совет Гатчины был передан в подчинение Ленинградскому областному (промышленному) Совету депутатов трудящихся.
В 1976 году начались работы по реставрации Гатчинского Дворца, первые восстановленные залы были открыты для обозрения в 1985 году. В 1980-х годах началась застройка микрорайонов Въезд и Аэродром. С 1984 по 2005 год бессменным руководителем города был Станислав Семёнович Богданов. В 1990 году дворцово-парковый ансамбль и исторический центр Гатчины были внесены в список Всемирного наследия ЮНЕСКО.
В 1990-е годы промышленные предприятия города оказались в кризисном положении: объем промышленного производства за период с 1991 по 1998 годы снизился в четыре раза, а строительно-монтажных работ — в три раза. Однако стал развиваться малый бизнес, особенно в сфере торговли и общественного питания. В 1992 году был открыт литературно-мемориальный музей-усадьба художника П. Е. Щербова, а в 1995 году впервые был проведён кинофестиваль «Литература и кино».
В 1996 году Гатчина стала муниципальным образованием. В 1996 году в городе был открыт Ленинградский областной институт экономики и финансов, а Советская (с 1997 года — Соборная) улица стала пешеходной зоной. В 2002 году создан Музей истории авиационного двигателестроения и ремонта, а также после реставрации был открыт для посещения Приоратский дворец. 1 января 2006 года город вошёл в состав Гатчинского муниципального района как городское поселение, а главой администрации города стал Александр Романович Калугин.
В течение ряда лет Гатчина занимала призовые места во Всероссийском конкурсе «Самый благоустроенный город России» (в 1998 году — первое место и диплом Правительства РФ 1-й степени, в 2003 году — третье место и диплом правительства РФ 3-й степени, в 2000, 2001, 2002, 2004 годах — дипломы Госстроя за хорошую работу по благоустройству города, в 2005, 2006 годах — дипломы Росстроя за хорошую работу по благоустройству города).
Указом президента России В. В. Путина за № 177 от 6 апреля 2015 года, «За мужество, стойкость и массовый героизм, проявленные защитниками города в борьбе за свободу и независимость Отечества» городу Гатчина было присвоено почётное звание Российской Федерации «Город воинской славы».